# 貝倫 (納里尼奧省)

貝倫（西班牙語：Belén），是哥倫比亞的城鎮，位於該國西南部納里尼奧省，面積48平方公里，海拔高度2,450米，人口4,925，人口密度每平方公里109.44人。
1°39′51″N 77°01′03″W / 1.66417°N 77.0175°W